# وادزوورت (ایلینوی)
وادزوورت، ایلینوی (به انگلیسی: Wadsworth, Illinois) یک روستا در ایالات متحده آمریکا است که در ایلینوی واقع شده‌است.

## خصوصیات
وادزوورت ۳٬۸۱۵ نفر جمعیت دارد.